# Backnanger Kreiszeitung
Die Backnanger Kreiszeitung (kurz: BKZ) ist eine in der Stadt Backnang im Rems-Murr-Kreis (Baden-Württemberg) und Umgebung erscheinende Tageszeitung. Die verkaufte Auflage beträgt 11.450 Exemplare, ein Minus von 36 Prozent seit 1998.

## Geschichte
Die Backnanger Kreiszeitung erschien erstmals am 19. März 1832, damals noch unter dem Namen Intelligenz-Blatt, in einer Auflage von ungefähr 100 Exemplaren. Erster Herausgeber war der Buchdrucker Caspar Hack. 1875 ging die Zeitung mit dem damaligen Namen Murrtal-Bote in den Besitz der Familie Stroh über, die den herausgebenden Verlag Stroh. Druck- und Medien GmbH Backnang bis heute besitzt. Der heutige Name besteht seit 1951. Seit 1975 wird der Mantel von den Stuttgarter Nachrichten übernommen. Die Backnanger Kreiszeitung hat zwölf fest angestellte Redakteure und zahlreiche freie Mitarbeiter (Stand 2020).

## Auflage
Die Backnanger Kreiszeitung hat wie die meisten deutschen Tageszeitungen in den vergangenen Jahren an Auflage eingebüßt. Die verkaufte Auflage ist in den vergangenen 10 Jahren um durchschnittlich 3,1 % pro Jahr gesunken. Im vergangenen Jahr hat sie um 4 % abgenommen. Sie beträgt gegenwärtig 11.450 Exemplare. Der Anteil der Abonnements an der verkauften Auflage liegt bei 94,2 Prozent.
| 1998  | 1999  | 2000  | 2001  | 2002  | 2003  | 2004  | 2005  | 2006  | 2007  | 2008  | 2009  | 2010  | 2011  | 2012  | 2013  | 2014  | 2015  | 2016  | 2017  | 2018  | 2019  | 2020  | 2021  | 2022  | 2023  | 2024  |
| ----- | ----- | ----- | ----- | ----- | ----- | ----- | ----- | ----- | ----- | ----- | ----- | ----- | ----- | ----- | ----- | ----- | ----- | ----- | ----- | ----- | ----- | ----- | ----- | ----- | ----- | ----- |
| 17904 | 17805 | 17769 | 18050 | 17504 | 17706 | 17419 | 17287 | 17243 | 17050 | 16914 | 16657 | 16578 | 16440 | 16248 | 15955 | 15618 | 15008 | 14971 | 14552 | 14059 | 13714 | 13368 | 13107 | 12515 | 11925 | 11450 |